# Joelle Schad
Joelle Schad (Santo Domingo, 13 marzo 1973) è un'ex tennista dominicana.

## Carriera
Ha conquistato due medaglie per la sua nazione ai giochi panamericani 1991, le prime nel tennis per la Repubblica Dominicana, ha infatti raggiunto la finale del singolare femminile dove si è arresa a Pam Shriver mentre ha vinto un bronzo nel doppio misto in coppia con Rafael Moreno.
Con la squadra dominicana di Fed Cup ha giocato dal 1990 al 2013 stabilendo i record di successi (38), di successi in singolare (21) e il maggior numero di presenze (41).
È stata la prima tennista dominicana a partecipare ai giochi olimpici, è scesa in campo alle olimpadi di Atlanta 1996 dove è stata sconfitta nettamente da Martina Hingis con il punteggio di 6-0, 6-1.